# Перший дакійський похід Траяна
Перший дакійський похід Траяна — похід римського імператора Траяна проти даків, який проходив зі 101 по 102 рік. Дакія стала дуже могутньою за правління царя Децебала, попри перемоги Доміціана. Вона становила собою загрозу  Римській державі.

## Війна
Після отримання підтримки з боку  римського сенату і його благословення на війну, в 101 році, Траян був готовий почати похід на Дакію. Римська армія складалася з 12  легіонів. Цим силам протидіяла приблизно 160-тисячна (включаючи 20 тис. союзників —  бастарнів,  роксоланів) армія Децебала. Це була війна, в якій було показана вся римська військова майстерність. Інженером  Аполлодором був побудований кам'яний міст для переправи через Дунай в Дакію римських військ, пізніше відомий як міст Траяна. Легіони перейшли через Дунай, порушивши мирний договір Доміціана. Армія була розділена на кілька колон. В кінці 101 року, даки справили масові напади на римські легіони, але були переможені. Римлянам довелося вести важкі бої; агресор зіткнувся з гідним противником, який не тільки стійко опирався, але і відважно контратакував на римській стороні Дунаю.
У Тибіскі військо знову з'єдналося і стало просуватися до Тапаму, на підступах до столиці Дакії Сармізегетуза, де у вересні відбулася битва з даками що дали запеклий опір.
Відхиливши прохання Децебала про мир, Траян був змушений прийти на допомогу атакованим фортецям на південь від Дунаю, де, проте на нього чекав успіх — прокуратор  Нижньої Мезії Маній Лаберій Максим полонив сестру Децебала, без бою були відвойовані захоплені після поразки  Фуско трофеї. У лютому 102 року поблизу Адамкліссі відбулася кровопролитна  битва, в ході якої Траян наказав розірвати на бинти одежу. Загинуло майже 4 тисячі римлян. На честь цієї перемоги в Адамкліссі були споруджені монументальні пам'ятники, величезний мавзолей, могильний вівтар зі списком загиблих і невеличкий курган. Навесні було розпочато контрнаступ, проте римляни, доклавши значних зусиль, відкинули даків назад в гори.

## Підсумки
Війна завершилася офіційною здачею Децебала. Дакійський правитель був зобов'язаний поступитися частиною території, передати облогові пристосування і інженерів, повернути римських дезертирів і не набирати їх більше до себе в армію. Дакія отримала статус залежного союзника, а Траян взяв собі почесний титул Дакійського. Однак Децебал порушив більшість умов. Він почав відновлювати армію і посилювати свою владу; без дозволу Рима завоював частину території язигів, одного з сарматських народів. У підсумку після нападу даків на римський гарнізон і захоплення римського намісника  Гнея Помпея Лонгіна в 105 році почався Другий дакійський похід Траяна.